# Нобель (село)
Нобель (укр. Нобель) — село в Локницкой сельской общине Варашского района Ровненской области Украины.
До 2020 года входило в Заречненский район.
Численность населения по переписи 2001 года составляла 363 человека. Почтовый индекс — 34013. Телефонный код — 3632. Код КОАТУУ — 5622284001.
Находится на берегу реки Припять и озера Нобель.
Возле села расположен Нобельский заказник.
На месте нынешнего села в древности был дреговичский город, упоминающийся летописью под 1262 годом в связи литовскими набегами на Волынь. Его городище занимает оконечность полуострова, вдающегося в озеро Нобель. Площадка городища 90 × 70 м образует холм, на котором расположена церковь.